# Hamadryas (Mythologie)
Hamadryas (altgriechisch Ἁμάδρυας Hamádryas) ist eine Dryade der griechischen Mythologie.
Laut Pherenikos, einem griechischen Epiker unbestimmter, vielleicht hellenistischer Zeitstellung, war sie die Tochter des Oreios und zeugte mit ihrem Bruder Oxylos die Hamadryaden, jene Nymphen, die in Bäumen leben und auf das Engste mit dem Schicksal des Baumes verbunden sind.
Ihre namentlich überlieferten Töchter waren Karya, Kraneia, Aigeiros, Orea, Balanos, Ptelea, Ampelos und Syke. Darüber hinaus hatten Oxylos und Hamadryas weitere Töchter. Der Name jeder dieser Töchter stand Pate für den griechischen Namen einer Baumart, Aigeiros etwa für die Schwarzpappel, Ampelos für den Weinstock, Balanos für die Eiche, Karya für den Nussbaum (Hasel- und Walnussbaum, eventuell auch für die Esskastanie), Kraneia für die Kornelkirsche, Orea für den schwarzen Maulbeerbaum oder aber den wilden Olivenbaum, Ptelea für die Bergulme und Syke für den Feigenbaum.

## Quelle
- Pherenikos bei Athenaios, Deipnosophistai 3,78 B